# Tenis ziemny na Letnich Igrzyskach Olimpijskich 2016
Tenis ziemny na Letnich Igrzyskach Olimpijskich 2016 – turniej tenisowy, który został rozgrywany w dniach 6–14 sierpnia 2016 w Rio de Janeiro. Zawodnicy rywalizowali na obiektach Olympic Tennis Center. 200 tenisistów z 56 krajów rywalizowało w pięciu konkurencjach: singlu i deblu mężczyzn oraz kobiet, a także mikście. Olimpijski turniej tenisowy był organizowany przez Brazylijski Komitet Olimpijski oraz zarządzany przez ITF w imieniu MKOl. Był on również częścią WTA Tour 2016 i ATP World Tour 2016.

## Kwalifikacje
Zasady kwalifikacji
Do turnieju singlowego zakwalifikowało się 56 najlepszych zawodników na podstawie rankingów ATP i WTA z dnia 6 czerwca 2016 roku. Każdy kraj mógł wystawić maksymalnie 4 zawodników w każdej dyscyplinie, co oznacza, że gracze którzy z danego kraju byli powyżej 56. miejsca w rankingu, ale kraj wystawił już czterech lepszych tenisistów, nie zagrali na igrzyskach. Zawodnicy, którzy byli poniżej 56. miejsca w rankingu, a ich kraj wystawił mniej niż czterech tenisistów, automatycznie zostali zakwalifikowani. Ponadto, gracz mógł otrzymać prawo do uczestnictwa w zawodach tylko wtedy, gdy nie pojawił się sprzeciw ze strony krajowego związku tenisowego, ITF i Międzynarodowego Komitetu Olimpijskiego. Zawodnik musiał także reprezentować swój kraj w rozgrywkach międzynarodowych (Puchar Davisa lub Fed Cup) w co najmniej dwóch wybranych sezonach: 2013–2016, z zastrzeżeniem, że jednym z nich był rok 2015 lub 2016. Zarówno wśród kobiet, jak i wśród mężczyzn z ośmiu pozostałych miejsc, sześć zostało przyznanych przez ITF, dwa końcowe miejsca przyznano dla graczy z małych krajów przez Komisję Trójstronną.
W deblu, automatycznie zakwalifikowały się 24 drużyny na podstawie rankingu z dnia 6 czerwca 2016 roku, pod warunkiem maksymalnie dwóch zespołów z każdego kraju. Pozostałe osiem wolnych miejsc zostało przyznanych przez organizację ITF. Ponadto gracze z pierwszej dziesiątki rankingu deblowego mogli wybrać dowolnego partnera z obu rankingów.
W mikście 12 par zostało wyłonionych spośród wszystkich uczestników igrzysk na podstawie rankingu z dnia 6 czerwca 2016 roku. Pozostałe cztery wolne miejsca przyznane zostały przez Międzynarodową Federację Tenisową.

## System rozgrywania meczów
Wszystkie mecze tenisowe rozgrywane podczas Igrzysk XXXI Olimpiady trwały dopóki jedna ze stron nie wygrała dwóch setów. Odstępstwami od tej zasady były:
- finał gry pojedynczej mężczyzn, w którym zawodnicy rywalizowali w pojedynku do trzech wygranych setów
- zawody gry mieszanej, gdzie uczestnicy kończyli spotkanie super tie-breakiem (do 10 wygranych punktów) wtedy, gdy żadnej ze stron nie udało się uzyskać dwusetowego prowadzenia.

Podczas igrzysk olimpijskich w Rio de Janeiro w 2016 roku turniej tenisowy był rozgrywany według formatu pucharowego, w którym zwycięzcy i przegrani z półfinałowych spotkań grali przeciw sobie w meczach o pozycje medalowe.
W rozgrywkach singlowych szesnastu zawodników oraz szesnaście zawodniczek było rozstawionych. W rozgrywkach deblowych liczba ta zmniejszyła się do ośmiu, a w mikście do czterech miejsc. Rozstawienie ustalane było na podstawie rankingów.

## Harmonogram zawodów
Zawody miały miejsce pomiędzy 6 a 14 sierpnia.
| Sierpień         | Sierpień       | Sierpień       | Sierpień    | Sierpień      | Sierpień                        | Sierpień       | Sierpień                  | Sierpień                  | Sierpień                  |
| Data             | 6              | 7              | 8           | 9             | 10                              | 11             | 12                        | 13                        | 14                        |
| ---------------- | -------------- | -------------- | ----------- | ------------- | ------------------------------- | -------------- | ------------------------- | ------------------------- | ------------------------- |
| singiel mężczyzn | Pierwsza runda | Pierwsza runda | Druga runda | Druga runda   | mecze odwołane z powodu deszczu | Trzecia runda  | Ćwierćfinały              | Półfinały                 | O 3. miejsce O 1. miejsce |
| singiel kobiet   | Pierwsza runda | Pierwsza runda | Druga runda | Trzecia runda | mecze odwołane z powodu deszczu | Ćwierćfinały   | Półfinały                 | O 3. miejsce O 1. miejsce | –                         |
| debel mężczyzn   | Pierwsza runda | Pierwsza runda | Druga runda | Ćwierćfinały  | mecze odwołane z powodu deszczu | Półfinały      | O 3. miejsce O 1. miejsce | –                         | –                         |
| debel kobiet     | Pierwsza runda | Pierwsza runda | Druga runda | Druga runda   | mecze odwołane z powodu deszczu | Ćwierćfinały   | Półfinały                 | O 3. miejsce              | O 1. miejsce              |
| mikst            | –              | –              | –           | –             | mecze odwołane z powodu deszczu | Pierwsza runda | Ćwierćfinały              | Półfinały                 | O 3. miejsce O 1. miejsce |

## Kontuzje i rezygnacje

### Przed Igrzyskami
- Simona Halep – obawy zdrowotne
- Wiktoryja Azaranka – ciąża
- Belinda Bencic – kontuzja nadgarstka i zaległości w treningach
- Karolína Plíšková – obawy zdrowotne
- Dominika Cibulková – kontuzja stopy
- Marija Szarapowa – dyskwalifikacja za doping
- Julija Putincewa
- Camila Giorgi – konflikt z narodową federacją tenisową
- Roger Federer – kontuzja kolana
- Stanislas Wawrinka – kontuzja pleców
- Dominic Thiem – inne plany turniejowe
- Tomáš Berdych – obawy zdrowotne
- Milos Raonic – obawy zdrowotne
- Richard Gasquet – kontuzja pleców
- John Isner – inne plany turniejowe
- Nick Kyrgios – konflikt z narodową federacją tenisową
- Feliciano López – inne plany turniejowe
- Bernard Tomic – inne plany turniejowe
- Ołeksandr Dołhopołow – obawy zdrowotne
- Sam Querrey – inne plany turniejowe
- Alexander Zverev – kłopoty zdrowotne (zmęczenie)
- Markos Pagdatis – kontuzja łokcia
- Martin Kližan – obawy zdrowotne
- Fernando Verdasco
- Michaił Kukuszkin – kontuzja
- Jiří Veselý – kłopoty zdrowotne (ból klatki piersiowej)
- Ivan Dodig
- Dušan Lajović
- Daniel Evans – obawy zdrowotne
- Karen Chaczanow
- Serhij Stachowski

### Przed pierwszym meczem
- Jelena Janković – kontuzja barku, zastąpiła ją  Andreea Mitu
- Łesia Curenko – zastąpiła ją  Aleksandra Krunić
- Galina Woskobojewa – kontuzja, zastąpiła ją  Jarosława Szwiedowa
- Hsieh Su-wei – konflikt z narodową federacją tenisową, zastąpiła ją  Lucie Hradecká

## Medaliści
| Konkurencja        | Złoto:                               | Srebro:                         | Brąz:                           |
| Mężczyźni          |                                      |                                 |                                 |
| singel (szczegóły) | Andy Murray                          | Juan Martín del Potro           | Kei Nishikori                   |
| debel (szczegóły)  | Marc López Rafael Nadal              | Florin Mergea Horia Tecău       | Steve Johnson Jack Sock         |
| Kobiety            |                                      |                                 |                                 |
| singel (szczegóły) | Mónica Puig                          | Angelique Kerber                | Petra Kvitová                   |
| debel (szczegóły)  | Jekatierina Makarowa Jelena Wiesnina | Timea Bacsinszky Martina Hingis | Lucie Šafářová Barbora Strýcová |
| Mikst              |                                      |                                 |                                 |
| mikst (szczegóły)  | Bethanie Mattek-Sands Jack Sock      | Venus Williams Rajeev Ram       | Lucie Hradecká Radek Štěpánek   |

## Tabela medalowa
| Miejsce | Państwo           | Złoto | Srebro | Brąz | Razem |
| ------- | ----------------- | ----- | ------ | ---- | ----- |
| 1       | Stany Zjednoczone | 1     | 1      | 1    | 3     |
| 2       | Hiszpania         | 1     | 0      | 0    | 1     |
| 2       | Portoryko         | 1     | 0      | 0    | 1     |
| 2       | Rosja             | 1     | 0      | 0    | 1     |
| 2       | Wielka Brytania   | 1     | 0      | 0    | 1     |
| 6       | Argentyna         | 0     | 1      | 0    | 1     |
| 6       | Niemcy            | 0     | 1      | 0    | 1     |
| 6       | Rumunia           | 0     | 1      | 0    | 1     |
| 6       | Szwajcaria        | 0     | 1      | 0    | 1     |
| 10      | Czechy            | 0     | 0      | 3    | 3     |
| 11      | Japonia           | 0     | 0      | 1    | 1     |
|         | Razem             | 5     | 5      | 5    | 15    |